# Sistema ABM A-35
Il Sistema ABM A-35 (in cirillico: ПРО А-35) è stato un sistema antimissile balistico sovietico dislocato nella regione di Mosca e posto a protezione della capitale e delle aree ad essa circostanti da un attacco nucleare.
Unico sistema ABM sovietico autorizzato dal Trattato sui missili antibalistici, è stato sviluppato negli anni sessanta ed è entrato in servizio nel 1972. L'A-35, che secondo i test di Stato vantava un tasso di successo nell'intercettazione del 93%, era supportato da due radar Dunay e da un sistema di allerta precoce con i quali calibrava il lancio dei missili antimissile A-350 (nome in codice NATO: ABM-1 Galosh) a testata nucleare.
Una versione aggiornata del sistema, l'A-35M, che impiegava l'A-350R come missile intercettore venne adottata sul finire degli anni '70.
È stato dismesso ad inizio anni novanta in favore del più moderno A-135.

## Sviluppo
I lavori sull'A-35 ebbero inizio formalmente nel 1959 su un modello di prova, chiamato Aldan, realizzato dall'OKB-30 sotto la supervisione di Gregory Kisunko.
I requisiti di progetto richiedevano che il sistema antimissile fosse in grado di intercettare non uno ma più missili in avvicinamento e neutralizzarli contemporaneamente con l'utilizzo di una singola testata. Per riuscire nello scopo, il sistema doveva essere dotato di un missile di nuova concezione che, a differenza dei precedenti, doveva poter impiegare una testata nucleare.
Della realizzazione di questo missile fu incaricato l'OKB-2 che produsse l'A350 divenuto poi noto in occidente col nome di ABM-1 Galosh.
Per poter funzionare, il sistema A-35 avrebbe anche dovuto dotarsi di una complessa rete di rilevazione e gestione del tiro che contava fino a 8 radar di preallarme a settori sovrapposti e ben 32 stazioni di battaglia.
Terminato il lavoro concettuale, l'installazione del sistema iniziò nel 1965 ma due anni più tardi l'unica stazione completata era quello Sary Shagan. Così, nel 1967 una commissione del Ministero della Difesa decise che l'infrastruttura originariamente prevista per l'A-35 non avrebbe dovuto essere realizzata e che degli otto radar previsti ne sarebbero sopravvissuti solo due: il Dunay-3 di Akulovo (nome in codice NATO: Dog House) ed il Dunay-3U di Cechov (nome in codice NATO: Cat House).
Nel 1971 venne testato l'intero sistema che allora contava il centro di comando principale, un radar e tre stazioni di battaglia.
Nel 1974 il sistema fu nuovamente testato, questa volta con quattro stazioni di battaglia, le uniche delle 32 previste ad entrare effettivamente in servizio.

## Composizione
Configurazione di progetto (1959)
- 1 Centro di comando principale
- 8 radar di preallarme
- 32 stazioni di battaglia

Configurazione effettiva (dal 1974 alla radiazione)
- 1 Centro di comando principale
- 2 radar di preallarme
- 4 stazioni di battaglia

Ogni stazione di battaglia sarebbe dovuta essere composta da:
- 2 radar di tracciamento
- 2 radar di tiro
- 16 missili A-350 disposti in 2 aree con 8 silos e 3 radar TRYADD ciascuna